# Mette Warburg
Mette Warburg (* 23. Januar 1926 in Kopenhagen; † 11. März 2015) war eine dänische Augenärztin. Nach ihr sind das Walker-Warburg-Syndrom und das Warburg-Mikro-Syndrom benannt.

## Leben
Warburgs Vater Erik Johan Warburg (1892–1969) war Professor für Innere Medizin am  Rigshospitalet. Mette Warburg studierte an der Universität Kopenhagen bis 1952 Medizin. Anschließend begann sie eine Ausbildung in der Pathologie, wechselte aber wegen schlechter Karriereaussichten in diesem Fachgebiet zur Augenheilkunde. Sie war als Augenärztin und Professorin für Augenheilkunde an der Universität Aarhus tätig. Ihr Forschungsschwerpunkt waren Sehstörungen bei geistig Behinderten. 1989 wurde sie Leiterin der Augenabteilung für Schwerbehinderte an der Gentofte Hospital Medical School. Warburg verfasste mehr als 140 wissenschaftliche Arbeiten. 2005 wurde ihr der Life Time Achievement Award der European Paediatric Ophthalmological Society verliehen.
Am 7. Mai 1949 heiratete Mette Warburg Erik Godfred Christiansen. Sie hatten zwei Kinder (Margit, * 1952, und Jacob, * 1955). 1958 ließ sich das Paar scheiden.